# Bohuslän
Il Bohuslän è una provincia storica (landskap) della Svezia sud-occidentale, anticamente territorio della Norvegia. Confina con il Dalsland, il Västergötland e la Norvegia (contea di Østfold). Si affaccia inoltre sullo Skagerrak (Mare del Nord).
Il nome significa letteralmente "feudo di Bohus", riferendosi sia alla provincia intera che al nome della fortezza di Bohus (Bohus fästning). La versione latinizzata è Bahusia.

## Contea
Le province attualmente non hanno funzioni amministrative in Svezia, oggi assunte dalle contee (län). Per secoli il Bohuslän ha fatto parte della contea amministrativa di Göteborgs och Bohus, che come dice il nome comprendeva l'intera provincia più la città di Göteborg (appartenente invece alla provincia di Västergötland).
Nel 1998 alcune contee svedesi furono unite per ridurre le spese amministrative, così quella di Göteborgs och Bohus divenne parte della più grande contea di Västra Götaland.

## Geografia fisica
Il territorio è caratterizzato da coste rocciose e circondato da un arcipelago di circa 3.000 isole e 5.000 isolette (skerries). Queste costituiscono la parte settentrionale dell'arcipelago di Göteborg, il secondo più grande della Svezia dopo quello di Stoccolma. Le isole maggiori sono Tjörn and Orust, ciascuna di esse costituente una municipalità; entrambe hanno storia e cultura distinte.
Nell'antichità il paessagio marino era noto per la presenza di molti scogli e rocce sommerse che causavano molti naufragi.
Il terreno è roccioso ma non montagnoso, data la scarsa altitudine. Il punto più alto è sul Björnepiken (224 mt).
L'unico fiordo della Svezia, il Gullmaren, è situato in questa provincia vicino alla città di Lysekil. È lungo 25 km, largo da uno a 3 e con una profondità massima di 118.5 metri.
Solo 177 km² su circa 4.550 sono costituiti da superficie acquosa (laghi e torrenti). I laghi sono numerosi ma di piccole dimensioni; i più larghi sono i laghi Bullaren (settentrionale e meridionale), con un'area di circa 40 km².

## Popolazione
La popolazione è di 270 628 abitanti, con una densità di 60,5 abitanti per km².

### Città

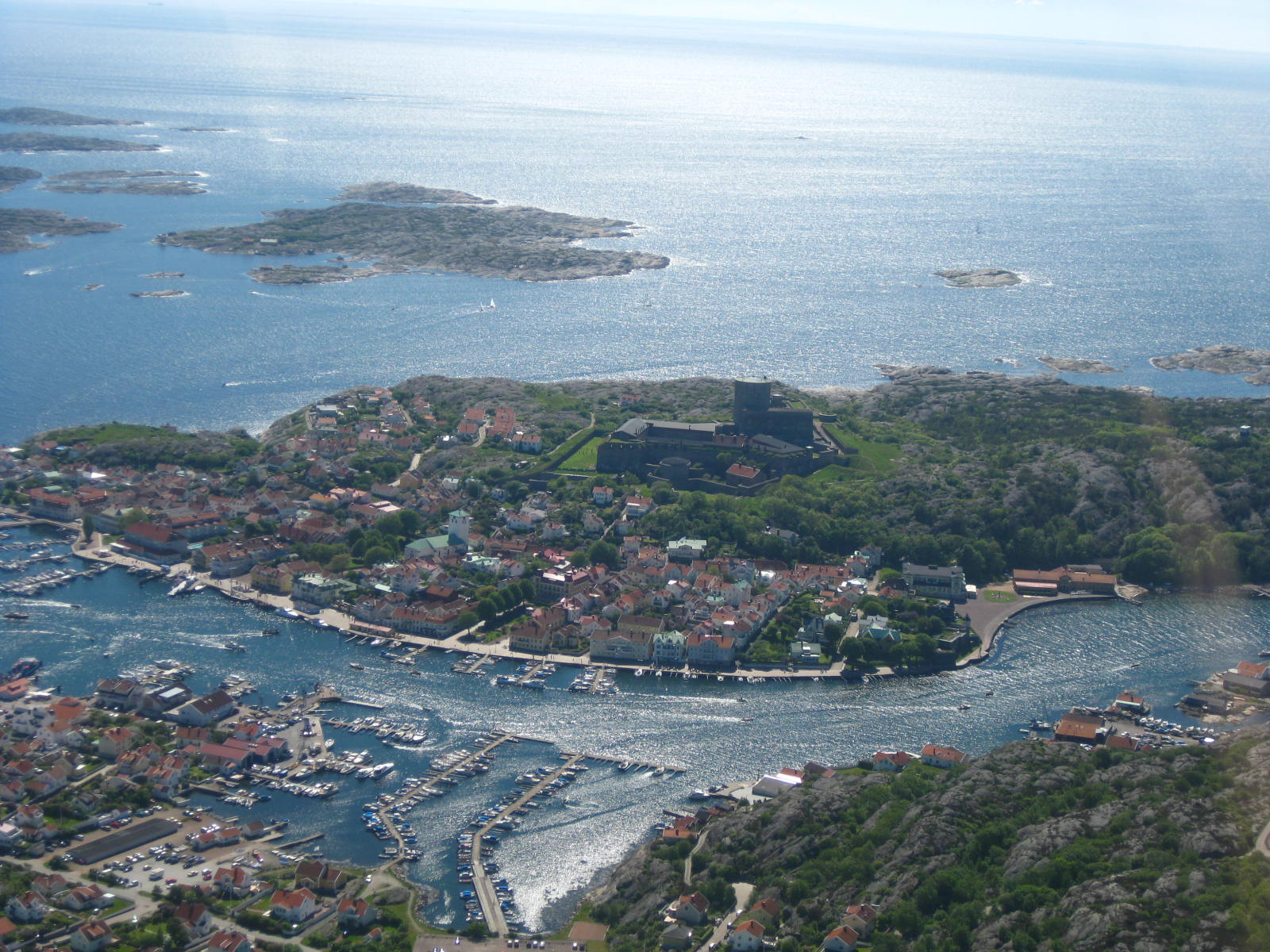
Marstrand.

I centri aventi lo status di città nel Bohuslän erano:
- Kungälv (nel 1100 circa)
- Lysekil (1903)
- Marstrand (nel 1200 circa)
- Strömstad (1672)
- Uddevalla (1498)

La città principale è stata sempre Uddevalla, nel mezzo della provincia, con circa 35 000 abitanti. La più larga area urbana presente è tuttavia quella di Göteborg, i cui sobborghi settentrionali sono in parte localizzati nel Bohuslän.

## Storia
Durante le invasioni barbariche e l'epoca vichinga, la provincia era parte del Viken, suddivisa nel Ranrike a nord e nell'Elfsyssel a sud. Il Re Harald Bellachioma la aggregò alla Norvegia unificata nell'872 circa.
La Norvegia attraversò un periodo di prosperità fino a quando non fu unita al Regno di Danimarca, quando iniziò il suo declino a causa dei frequenti scontri di confine con la Svezia. La fortezza di Bohus fu costruita a difesa di questo territorio. Il Bohuslän fu norvegese fino al Trattato di Roskilde del 1658, che sancì il suo passaggio alla Svezia.
La città di Marstrand, in cui fu costruita la fortezza di Carlsten nel XVII secolo, fu per un periodo di tempo un porto franco, con una forte libertà religiosa e unica sede di una sinagoga in Svezia.
Nel XVIII secolo si sviluppò anche la pesca di aringhe e la provincia rifiorì durante il maggior periodo di pesca (1747-1809): molte comunità di pescatori si stabilirono lungo la costa, e tutte le città furono coinvolte.
Il forte sviluppo della pesca portò tuttavia a uno sfruttamento del legno (in precedenza primo prodotto di esportazione e unica fonte di guadagno) per la costruzione di case e barche, quindi a un disboscamento delle un tempo vaste foreste del luogo, e nel XIX secolo il territorio fu così gradualmente trasformato.

### Araldica
Al Bohuslän fu assegnato il suo stemma attuale in occasione dei funerali di Carlo X Gustavo di Svezia nel 1660.

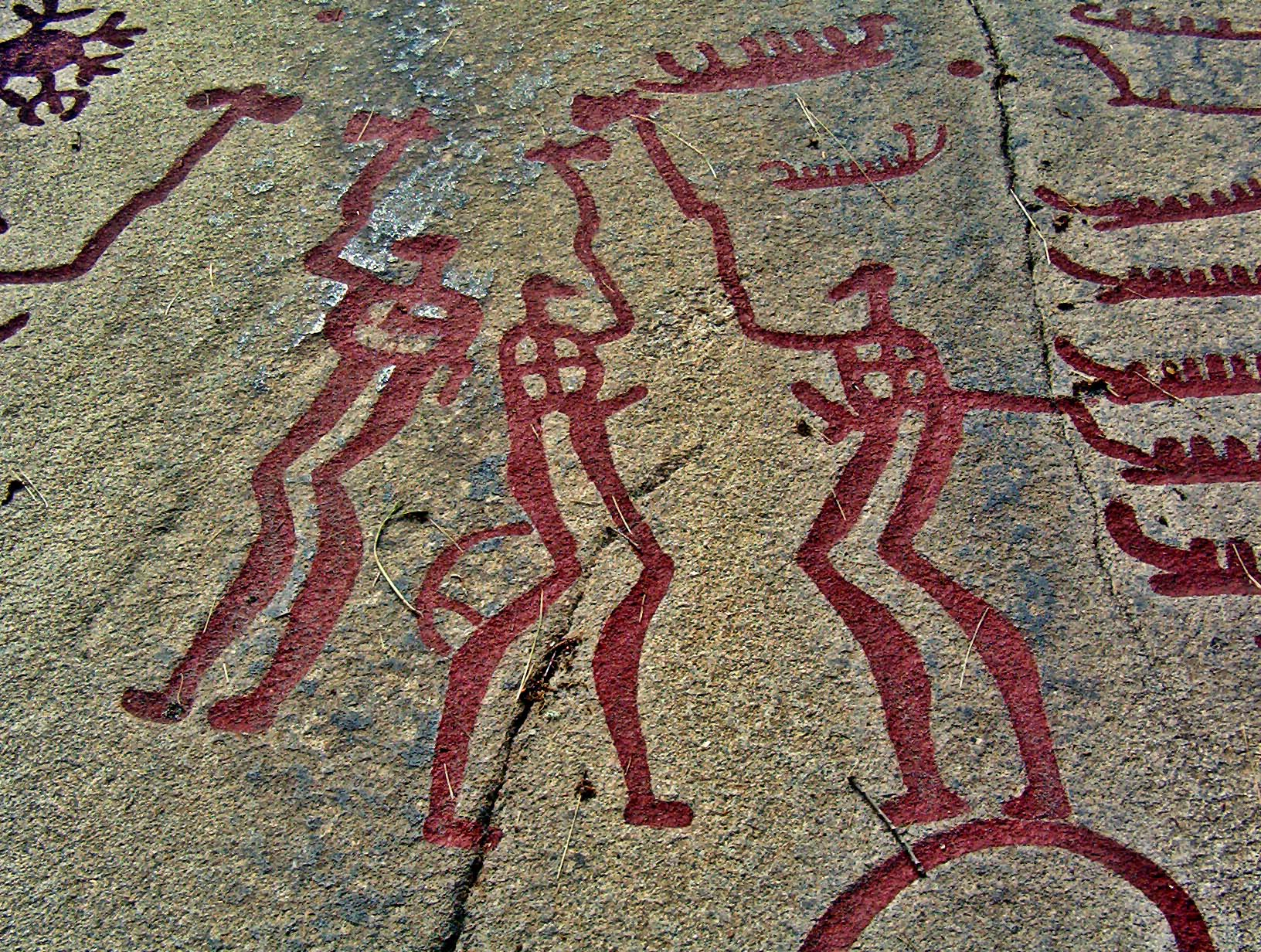
Tre uomini in un rituale

## Cultura
Il territorio è noto per la pesca, il turismo balneare e le rocce, e anche per i suoi circa 20.000 antichi reperti conosciuti.
Le incisioni rupestri di Tanum, risalenti a circa 2.500-3.000 anni fa, sono state inserite dall'UNESCO nell'elenco dei siti proclamati Patrimonio dell'umanità. Queste incisioni, caratteristiche dell'epoca della preistoria sono molto diffuse in tutta la provincia.

## Società

### Lingue e dialetti
Nel Bohuslän si parla un dialetto dello svedese che conserva tracce della lingua norvegese.